# 鲁纳尔·亚历克斯·鲁纳尔松
鲁纳尔·亚历克斯·鲁纳尔松（Rúnar Alex Rúnarsson，1995年2月18日—），是一名冰島足球員，現效力於丹超球會哥本哈根，冰島國家足球隊成員。司職門將。其父親魯納爾·基斯甸臣是冰島國家隊上陣次數過百的球員。

## 球會生涯
2017-18賽季，溫拿臣成為北西兰該季最佳球員。
2018年6月，溫拿臣轉會至法國甲組足球聯賽球會迪安，簽約4年。
2020年9月21日，溫拿臣轉會至英格蘭超級足球聯賽球會阿仙奴，簽約四年。
2021年2月2日，溫拿臣在球隊對上狼隊的客場比賽中於英超聯賽首次亮相。

## 國家隊生涯
溫拿臣曾代表各階青年國家隊上陣，他曾隨隊參加2017年中国杯国际足球锦标赛，但未有上陣機會。2017年11月9日，溫拿臣於對陣捷克國家足球隊的友誼賽中，首次代表冰島國家足球隊上陣。
2018年5月，溫拿臣入選了冰島出戰2018年國際足協世界盃的23人大軍名單。

## 生涯統計

### 國家隊上陣次數
截至2023年6月20日
| 國家隊         | 年份   | 出場 | 入球 |
| -------------- | ------ | ---- | ---- |
| 冰島國家足球隊 | 2017年 | 1    | 0    |
| 冰島國家足球隊 | 2018年 | 4    | 0    |
| 冰島國家足球隊 | 2019年 | 0    | 0    |
| 冰島國家足球隊 | 2020年 | 2    | 0    |
| 冰島國家足球隊 | 2021年 | 5    | 0    |
| 冰島國家足球隊 | 2022年 | 8    | 0    |
| 冰島國家足球隊 | 2023年 | 4    | 0    |
| 總計           | 總計   | 24   | 0    |

## 榮譽

### 球會
雷克雅維克
- 冰島足球超級聯賽冠軍：2013年
- 冰島盃冠軍：2012年

## 外部連結
- Soccerway資料庫：鲁纳尔·亚历克斯·鲁纳尔松